# Роччи, Мэддисон
Мэддисон Роччи (англ. Maddison Rocci; родилась 1 июня 1998 года в Ист-Мельбурне, штат Виктория, Австралия) — австралийская профессиональная баскетболистка, выступающая за команду женской национальной баскетбольной лиге «Саутсайд Флайерз». Играет в амплуа разыгрывающего защитника. Трёхкратная чемпионка женской НБЛ (2019, 2020, 2024).
В составе национальной сборной Австралии выиграла бронзовые медали чемпионата Азии 2023 года в Австралии, стала победительницей летней Универсиады 2019 года в Неаполе и чемпионата Океании среди девушек до 18 лет 2016 года в Суве, кроме того принимала участие на чемпионате мира среди девушек до 17 лет 2014 года в Чехии и чемпионате мира среди девушек до 19 лет 2017 года в Италии.

## Ранние годы
Мэддисон Роччи родилась 1 июня 1998 года в городе Ист-Мельбурн (Виктория), восточном пригороде Мельбурна.